# Mikromiliá (Dráma)
Mikromiliá, en  : Μικρομηλιά, est un village du dème de Káto Nevrokópi, dans le district régional de Dráma, en Macédoine-Orientale-et-Thrace, Grèce.
Selon le recensement de 2021, la population du village compte 36 habitants.